# Huta, Ripkî
Huta (în ucraineană Гута) este un sat în comuna Nedanciîci din raionul Ripkî, regiunea Cernihiv, Ucraina.

## Demografie
Componența lingvistică a localității Huta
     Ucraineană (92,59%)
     Rusă (7,41%)
Conform recensământului din 2001, majoritatea populației localității Cervona Huta era vorbitoare de ucraineană (92,59%), existând în minoritate și vorbitori de rusă (7,41%).